# Hélène Rouart dans le bureau de son père
 (avril 2025).
Hélène Rouart dans le bureau de son père est un tableau réalisé par le peintre français Edgar Degas vers 1886. De format vertical, cette huile sur toile est un portrait d'Hélène Rouart, la fille d'Henri Rouart, un ingénieur également artiste et collectionneur d'œuvres d'art. Vêtue d'une robe bleue, la jeune femme s'appuie sur le montant d'une chaise, debout au milieu du bureau de son père, où se remarque de l'art de l'Égypte antique. Achetée à Peter Gimpel en avril 1981, l'œuvre est conservée à la National Gallery, à Londres, au Royaume-Uni.
Encore une fillette, le modèle avait déjà posé pour Degas, notamment assise sur les cuisses de son père, vers 1877.

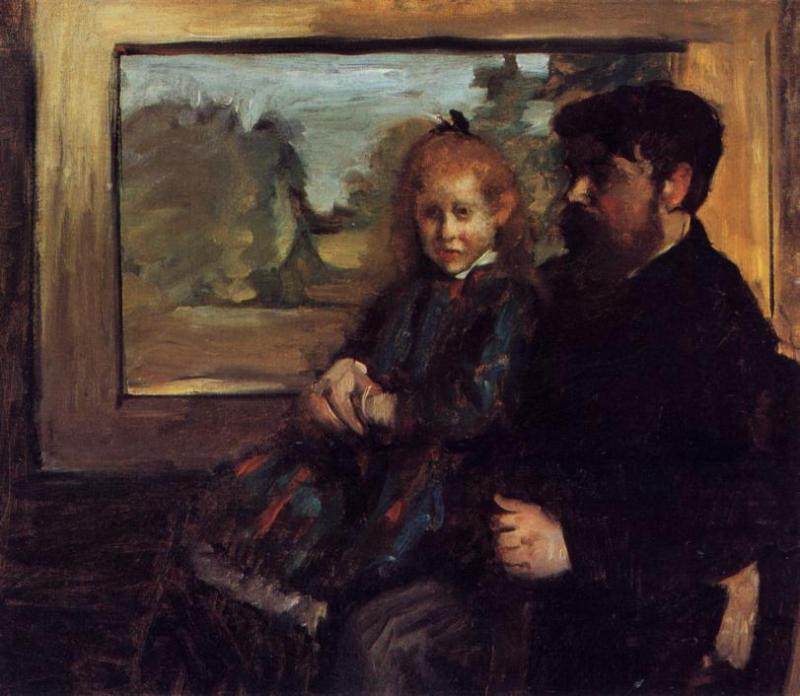
Henri Rouart et sa fille Hélène, vers 1877 – Collection privée.